# Пундангу
Пундангу — самый большой и густонаселенный район (гу) Соннама, крупного города в столичном регионе Сеул, Республика Корея.
Пундангу является штаб-квартирой ведущих корейских ИТ-компаний, таких как Naver и KT. Технодолина Пангё является домом для ведущих игровых, развлекательных и технологических компаний страны, таких как KakaoTalk, Samsung Techwin, AhnLab, Nexon, NCSOFT, Webzen и Hancom.

## Этимология
Название Бунданг произошло от центрального города Бунданг-дон. Название «Бунданг» — это новое составное сборное название, полученное в 1914 году во время японской оккупации административного района. Позже было обнаружено, что иероглиф «Данг» не соответствует тому, который использовался столетия назад, в связи с тем, что вскоре после аннексии Кореи Японией традиционный китайский иероглиф, использовавшийся для написания Dang в Dangwu-ri, был изменён. Также в ходе другой земельной реорганизации, проведенной в 1906 году, вскоре после назначения Ито Хиробуми генеральным резидентом Кореи, иероглиф был изменён с 堂 на 唐. Новый иероглиф означает китайскую династию Тан (по-корейски произносится «дан», 당), которая в 688 году помогла королевству Силла завоевать два других корейских королевства Пэкче и Когурё в период Троецарствия. Хотя это было первое объединение полуострова, оно было осуществлено путем военного завоевания страной, вступившей в сговор с иностранной державой. Существуют различные мнения о том, почему японские власти приняли решение заменить иероглиф, ни одно из которых не может быть подтверждено историческими свидетельствами. Таким образом, иероглиф «данг», используемый сегодня в Бунданге, имеет плохую коннотацию, и среди ученых и администраторов ведутся споры о том, следует ли вернуться к доколониальному иероглифу 堂, который означает «зал» или «правительственный офис».

## История

### До 1989 года
Со времен династии Чосон территория, которую сейчас занимает Бундан, была частью Кванджу (тогда уезда); в то время в Соннам входили только уезды Сучжон и Чжунвон. Эта в основном сельскохозяйственная территория была совсем не похожа на современную, усеянную десятками маленьких деревень. До начала 1990-х годов Бундан представлял собой обширные сельскохозяйственные угодья с рисовыми полями.

### После 1989 года
27 апреля 1989 года местное правительство объявило о намерении построить футуристический и экологически безопасный город с населением 450 000 человек. Шестнадцать донов в окрестностях должны были быть объединены в один город. В него должны были войти девять донов из района Долма-мён: Бундан-дон, Сунэ-дон, Сохён-дон, Чонджа-дон, Има-дон, Ятап-дон, Дочхон-дон, Ёсу-дон и Юл-дон; а также шесть донов из Наксенг-мёна: Гуми-дон, Пэкхён-дон, Донгвон-дон, Кымгок-дон, Сампхён-дон и Гуннэ-дон; и один дон из Дэвон-мёна: Сасон-дон (ныне Пангё-дон). Бундан был принят в качестве народного названия нового района.
В начале 1990-х годов район Бундан стал альтернативой чрезмерному спросу на квартиры в столь же богатом, но гораздо более старом районе Каннам. Основное место строительства было выбрано вдоль десятикилометровой полосы скоростной автомагистрали Кёнбу, с расчетом на то, что там будут построены высококачественные дома. Реализацией проекта по застройке занялась Korea Land Corporation, государственная строительная компания, которая осуществляла другие крупномасштабные строительные проекты в стране. На протяжении всего процесса застройки проходили массовые митинги местных жителей против строительства, петиции и требования принять контрмеры против проекта перепланировки. Несмотря на эти многочисленные трудности, благодаря диалогу и компромиссу жителей, строительство было завершено без особых происшествий. Строительство началось 30 августа 1989 года и было завершено 31 декабря 1996 года, его стоимость составила 4,16 триллиона вон.

## Образование
В Пундангу 37 начальных школ, 25 средних школ и 24 старших школы, 1 университет.
В Пундангу также находится Корейская международная школа, расположенная в Пэкхёндоне, с американской учебной программой для корейцев-эмигрантов и корейцев, владеющих английским языком. На окраине Пунданга находится школа IB World School с программой пансиона для иностранных студентов под названием Gyeonggi Suwon International School (GSIS). Учитывая относительную зажиточность города, в Пундангу расположено множество частных языковых академии.

## Экономика
В Пундангу расположены единственные в провинции Кёнги международные банки Citibank и HSBC. В общей сложности в 174 компаниях Пундангу работают 29 783 человека. В их число входят несколько известных корпораций, включая штаб-квартиры Korea Telecom, более известной как KT, ведущего корейского интернет-портала Naver, а также SK C&C, ведущей компании по предоставлению ИТ-услуг. Кроме того, в Пундангу располагались штаб-квартиры государственных компаний Korea Land Corporation и Korea Gas Corporation.
С тех пор компания Kogas переехала в Тэгу, а Korea Land Corporation — в инновационный город Чинджу в рамках децентрализации южнокорейского правительства, наряду с переездом гиганта Kepco в Наджу, к югу от метро Кванджу.
Штаб-квартира Nowcom находится в Пундангу, также как и Plantynet Co., Ltd. и дочерняя компания A&G Modes.

## Культура и туризм

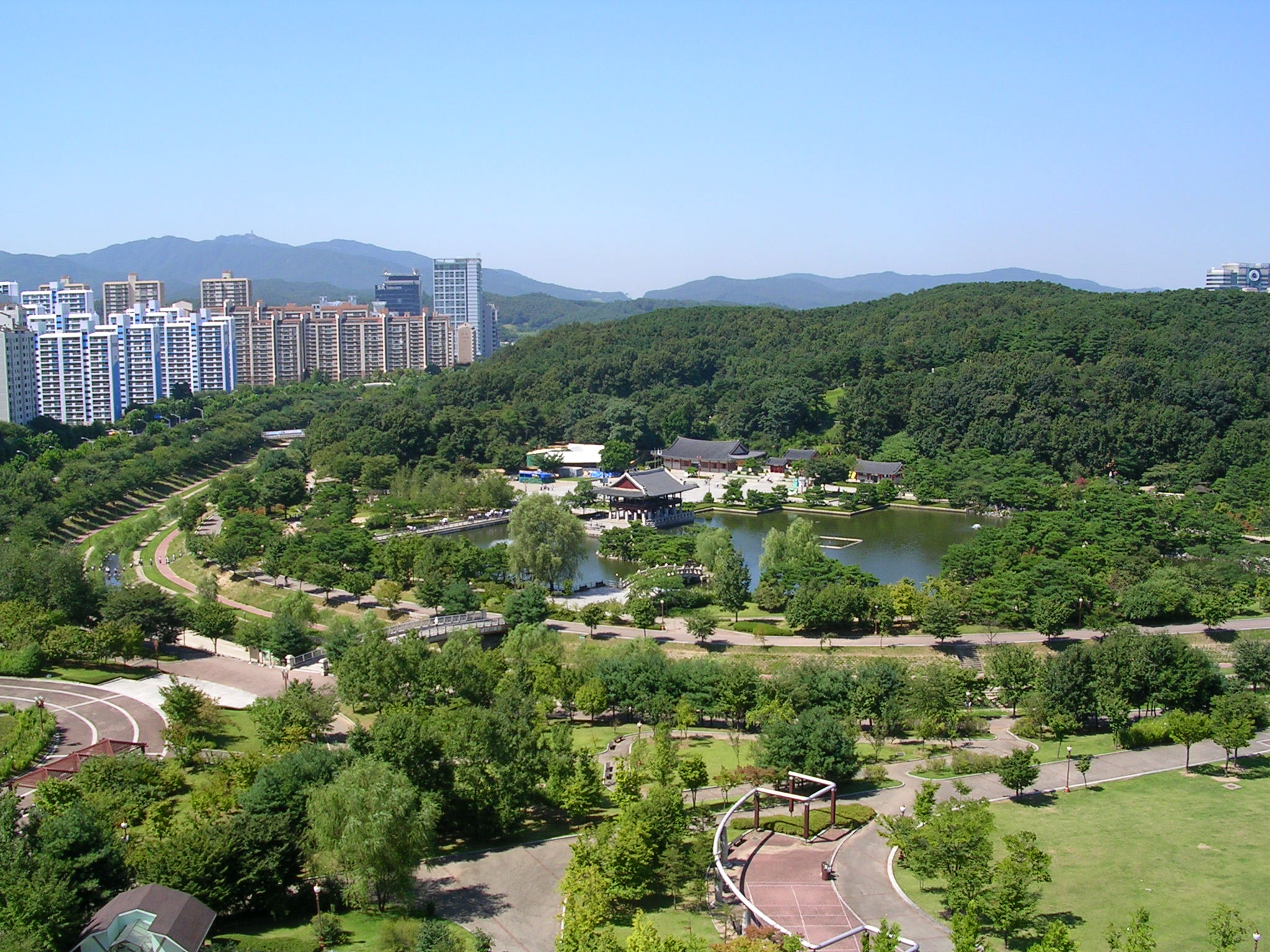
Пундангу, Центральный парк

Центральный парк Пундангу, расположенный к востоку от дороги между станциями Сохён и Сунэ, имеет озеро, фонтан и несколько старых домов, а в парке Юльдон, к востоку, есть более крупный водоем и платформа для банджи-джампинга высотой 45 метров.
В Пундангу также находится церковь Святого Иоанна, которая является одним из крупнейших римско-католических зданий на азиатском континенте. Она расположена в восточной части Пундангу. В ней использован баланс как современной архитектуры, так и готического стиля, а также имеется копия «Пьеты» Микеланджело — одна из трех в мире, официально разрешенных Ватиканом.
В районе Пундангу есть четыре публичные библиотеки: Центральная библиотека Соннам в Ятап-дон (в ней также есть бассейн для местных жителей), Центр культуры и информации Пундангу в Чонджа-дон, Библиотека города Соннам Гуми в Гуми-дон и библиотека Rainbow в Гуми-дон. Музей природы Пундангу находится в Чонджа-доне. В Ятап-дон находится не только библиотека, но и один из автобусных терминалов и большой торговый центр.
Здесь есть несколько районов ночной жизни, в первую очередь это улицы вокруг станции Сохён, более тихий, ориентированный на рестораны район вокруг станции Сунэ и перекресток, под которым находится станция Мигеум. Ночные районы Бундана более благополучны, чем районы в остальной части Соннама (печально известного любовными гостиницами и заведениями сомнительного характера, а также районом красных фонарей в Чжундоне).
Больница Пундангу Сеульского национального университета, больница Пундангу Ча и больница Пундангу Есаенг также расположены в Пундангу.